# Большетолкишское сельское поселение
Большетолкишское се́льское поселе́ние — муниципальное образование в Чистопольском районе Татарстана Российской Федерации.
Административный центр — село Большой Толкиш.

## История
Статус и границы сельского поселения установлены Законом Республики Татарстан от 31 января 2005 года № 44-ЗРТ «Об установлении границ территорий и статусе муниципального образования "Чистопольский муниципальный район" и муниципальных образований в его составе».

## Население
| 2010 | 2011 | 2012 | 2013 | 2014 | 2015 | 2016 |
| ---- | ---- | ---- | ---- | ---- | ---- | ---- |
| 684  | ↘682 | ↘664 | ↘651 | ↘637 | ↘623 | ↘621 |
| 2017 | 2018 |      |      |      |      |      |
| ↘595 | ↘566 |      |      |      |      |      |

## Состав сельского поселения
| № | Населённый пункт | Тип населённого пункта       | Население |
| - | ---------------- | ---------------------------- | --------- |
| 1 | Большой Толкиш   | село, административный центр |           |
| 2 | Каратаевка       | деревня                      |           |
| 3 | Красный Яр       | село                         |           |
| 4 | Русские Сарсазы  | село                         |           |
| 5 | Суворовка        | посёлок                      |           |